# Central Devon
Circonscription parlementaire de la Chambre des communes
La circonscription de Central Devon est une circonscription électorale anglaise située dans le Devon, et représentée à la Chambre des communes du Parlement britannique depuis 2010 par Mel Stride du Parti conservateur.

## Géographie
La circonscription comprend :
- Une partie du district non-métropolitain de West Devon
- La ville de Crediton et Ashburton

## Députés
Les Members of Parliament (MPs) de la circonscription sont :
| Législature                                                                                              | Années        | Député | Député     | Parti        |
| --- | ------------- | ------ | ---------- | ------------ |
| Central Devon issue de North Devon, Teignbridge, Tiverton and Honiton, Torridge and West Devon et Totnes |               |        |            |              |
| 55e | 2010–2015     |        | Mel Stride | Conservateur |
| 56e | 2015–2017     |        | Mel Stride | Conservateur |
| 57e | 2017–2019     |        | Mel Stride | Conservateur |
| 58e | 2019–2024     |        | Mel Stride | Conservateur |
| 59e | 2024–en cours |        | Mel Stride | Conservateur |